# 2182 Semirot
2182 Semirot è un asteroide della fascia principale del diametro medio di circa 25,13 km. Scoperto nel 1953, presenta un'orbita caratterizzata da un semiasse maggiore pari a 3,1398729 UA e da un'eccentricità di 0,1220244, inclinata di 2,26411° rispetto all'eclittica.